# Arnold Mendelssohn
Arnold Mendelssohn (Racibórz, 1855. december 26. – Darmstadt, 1933. február 19.) zsidó-német zeneszerző és zeneoktató, a Mendelssohn család tagja. 1923-ban ő nyerte el a Büchner-díjat Adam Karrillonnal megosztva.

## Élete
A Porosz Királyság részét képező Sziléziában született zsidó családba. Édesapja Felix Mendelssohn másod unokatestvére, Wilhelm Mendelssohn volt. Arnold 1885-ben másod unokatestvérét, Maria Cauert, Carl Cauer lányát vette el, utóbbi Ludwig Cauer testvére volt.
Eredetileg jogász volt, mielőtt zenét kezdett tanulni, Darmstadtban lett templomi zenész és professzor. Diákja volt többek között Paul Hindemith. Halála után a Harmadik Birodalom, zsidó származása miatt, betiltotta műveit.